# Giovanni Battista Visi
Giovanni Battista Visi (Mantova, 1737 – 1784) è stato uno storico italiano.

## Opere
- Notizie storiche della città e dello stato di Mantova, 2 vol., 1781-1782.[1][2]